# Elsothera funerea
Elsothera funerea är en snäckart som först beskrevs av Cox 1868.  Elsothera funerea ingår i släktet Elsothera och familjen Charopidae. Inga underarter finns listade i Catalogue of Life.